# Blazar

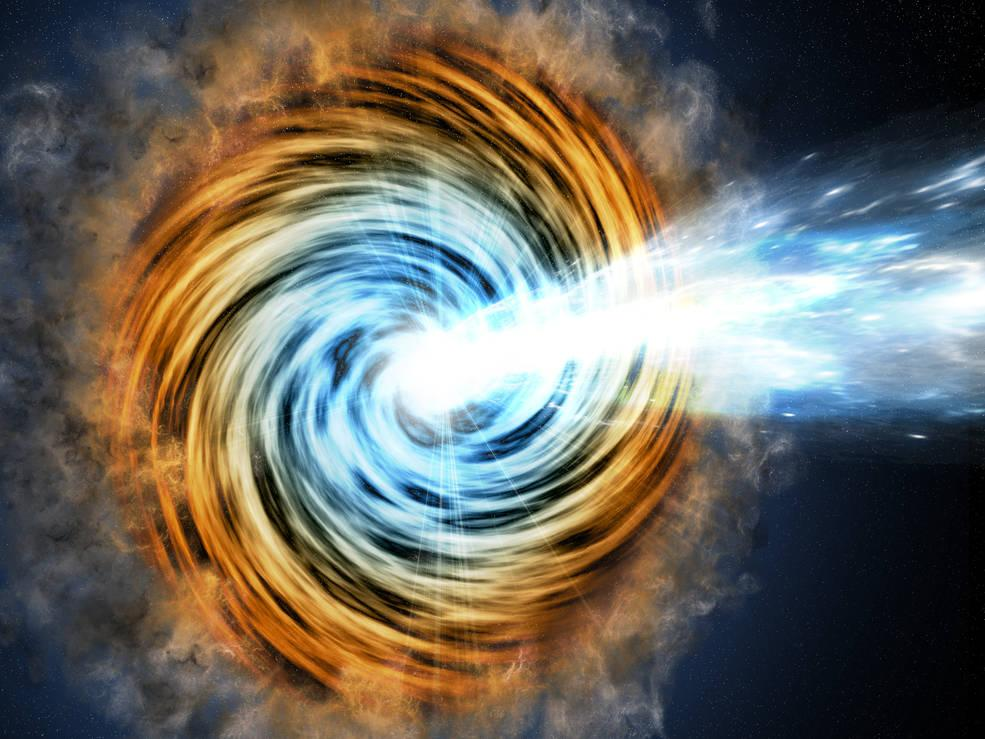
Künstlerische Illustration eines Blazars

Blazare (Neologismus aus „BL Lacertae“ und „Quasar“ oder Abkürzung aus „blazing quasi stellar objects“), manchmal auch Blasare, sind eine Unterklasse der aktiven galaktischen Kerne, die um ein Vielfaches mehr Strahlung bzw. Teilchen emittiert als andere Galaxien. Weitere Unterklassen sind Radiogalaxien, Seyfertgalaxien und Quasare. Man geht davon aus, dass sich Blazare von anderen aktiven galaktischen Kernen durch die Beobachtungsrichtung unterscheiden, die bei den Blazaren mit der Richtung des relativistischen Jets zusammenfällt; mit anderen Worten: ein Blazar ist ein aktiver galaktischer Kern, dessen Teilchenjet „zufällig“ in Richtung Erde zeigt.
Bei Blazaren handelt es sich um hochenergetische galaktische Objekte, aus deren Zentrum jeweils bis zu 50 Prozent der von der ganzen Galaxie abgegebenen Strahlung kommt. Derzeit gilt die Anschauung, dass die ausgestrahlte Energie der scheibenförmig angeordneten Materie entweicht, die ein supermassereiches Schwarzes Loch in der Kernzone transformiert bzw. im komplexen Prozess der Akkretion und des „Verschlingens“ aktiviert; die Energiestrahlung (Jetstrahl) steht senkrecht zur Ebene des Materiestroms. Bei den Blazaren schwankt die Emission von Strahlungsenergie bzw. Teilchen viel stärker und schneller (binnen Stunden bis Wochen) als bei Quasaren. Blazare erscheinen wie eine punktförmige Lichtquelle, stark polarisiert und nahezu frei von Spektrallinien. Solche Objekte wurden zuerst Anfang der 1960er Jahre von Benjamin Markarjan beschrieben.